# Tsiolkovskiy (Mondkrater)

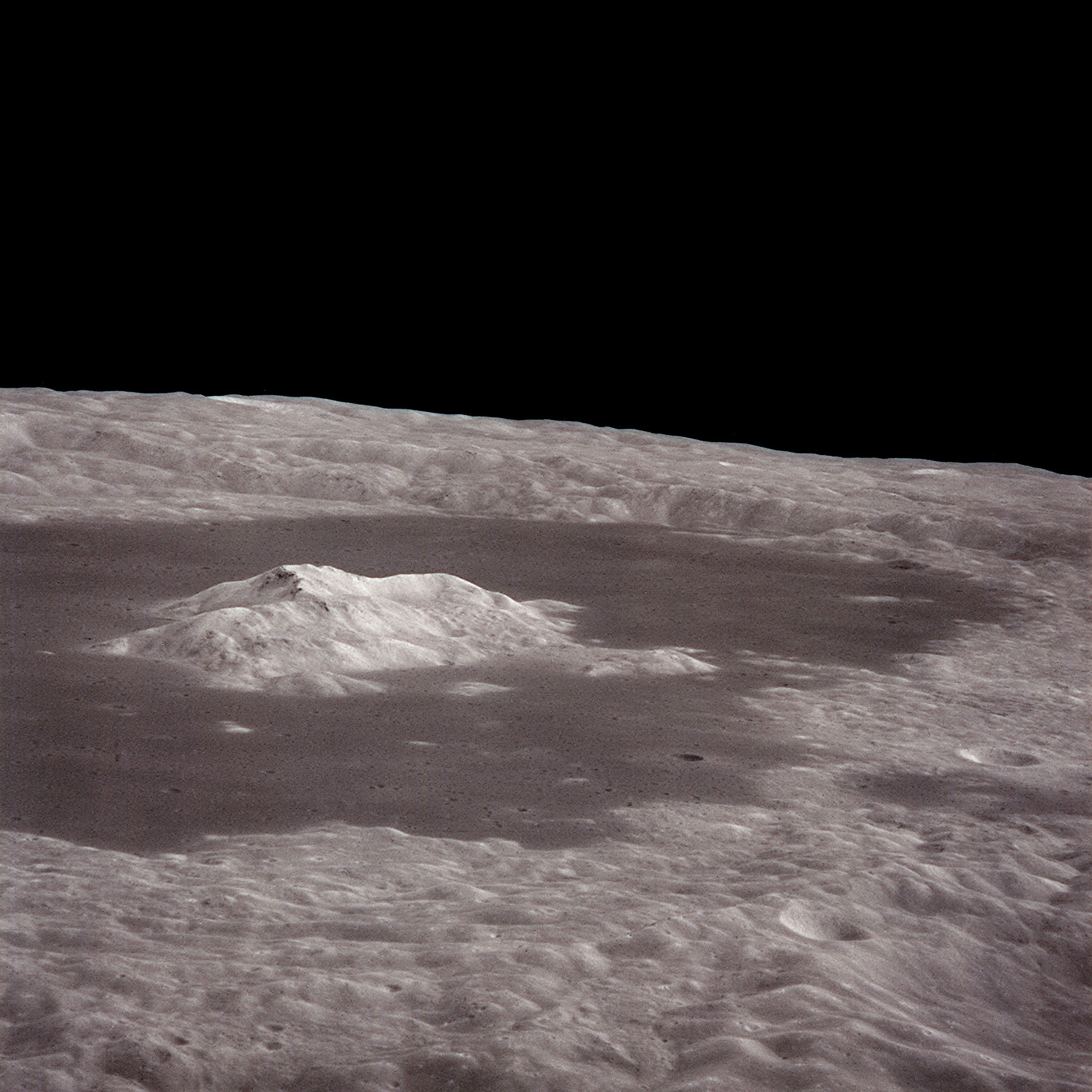
Krater Tsiolkovskiy von Apollo 15 aus dem Mondorbit fotografiert

 Tsiolkovskiy ist ein großer Krater auf der erdabgewandten Seite des Mondes.
Einen auffälligen Kontrast zu Tsiolkovskiys dunklen Kraterboden bilden der sehr helle Zentralberg und Kraterrand. Der Kraterrand ist durch Abrutschungen etwas eckig geformt. Der Innenhang des Walls ist terrassiert. Der Kraterboden ist mit basaltischer Lava aufgefüllt, die vermutlich im Laufe von mehreren 100 Millionen Jahren aus dem Mondinneren austrat. Da bis heute keine Bodenproben von der Rückseite des Mondes untersucht werden konnten, ist eine genaue Altersabschätzung schwierig. Allerdings wird aufgrund der auffälligen dunklen Bodenfärbung und geringer Kraterdichte vermutet, dass der Tsiolkovskiy-Krater genau wie das Mare Moscoviense jünger ist als die großen Mare auf der erdzugewandten Seite. Das zentrale Bergmassiv überragt die Ebene um mehrere tausend Meter.
Entdeckt wurde Tsiolkovskiy auf Bildern der sowjetischen Mondsonde Luna 3, die im Jahre 1959 erstmals Bilder von der Rückseite des Mondes zur Erde übermittelte. Benannt wurde er nach dem russischen Raketenpionier Konstantin Ziolkowski. Die heutige Schreibweise mit Ts statt Z ist, wie bei allen Strukturen auf dem Erdmond üblich, dem Lateinischen nachempfunden.
| Buchstabe | Position            | Durchmesser | Link |
| --------- | ------------------- | ----------- | ---- |
| W         | 16,05° S, 126,83° O | 12 km       |      |
| X         | 14,74° S, 126,42° O | 12 km       |      |